# No hay más autoridad que tú mismo
No hay más autoridad que tú mismo es una película holandesa dirigida por Alexander Oey que documenta la historia de la banda punk anarquista Crass. La película ofrece archivos de la banda y entrevistas con quienes fueran sus integrantes Steve Ignorant, Penny Rimbaud y Gee Vaucher. Así como refleja lo que fue la banda, la película se centra en sus actividades actuales, e incluye material de Rimbaud realizado con Last Amendment y el Vortex Jazz Club en Hackney, un taller de elaboración de tocadores de fertilizante vegetal y un curso de permacultura celebrado en la Dial House en primavera de 2006.
El título de la película procede de las líneas finales del álbum de Crass, Yes Sir, I Will: “Debes aprender a vivir con tu propia conciencia, tu propia moralidad, tu propia decisión, tu propio ser. Solo tú lo puedes hacer. No hay más autoridad que tú mismo.”
No hay más autoridad que tú mismo fue premiada en el Raindance Film Festival de películas independientes en el Piccadilly Circus, en el restaurante Trocadero de Londres en octubre de 2006, donde fue nominada para el premio al mejor documental.